# Pinsà de Darwin cotorreta
El pinsà de Darwin cotorreta (Camarhynchus psittacula) és un ocell de la família dels tràupids (Thraupidae).

## Hàbitat i distribució
habita zones humides amb matolls i boscos, de manera ampla per les illes Galápagos.